# トマス・ウィンザー (初代ウィンザー子爵)
初代ウィンザー子爵トマス・ウィンザー（英語: Thomas Windsor, 1st Viscount Windsor、1670年頃 – 1738年6月8日）は、イギリスの陸軍軍人、地主、トーリー党所属の政治家、貴族。

## 生涯
初代プリマス伯爵トマス・ヒックマン＝ウィンザー（1687年没）と2人目の妻アーシュラ・ウィドリングトン（Ursula Widdrington、1717年没、トマス・ウィドリングトンの娘）の息子として、1670年頃に生まれた。
1685年イングランド総選挙では未成年にもかかわらずトーリー党員としてドロイトウィッチ選挙区の庶民院議員に当選し、同年から1688年12月までイングランド王ジェームズ2世のページ・オブ・オナーを務め、1692年から1702年まで国王寝室宮内官（Groom of the Bedchamber、賃金は年500ポンド）の1人を務めた。1685年のモンマスの反乱ではコルネットとしてプリマス伯爵の騎兵連隊に入隊、1687年に大尉として第3代準男爵サー・ジョン・フェンウィックの騎兵連隊に移った。父は最後までジェームズ2世を支持したが、トマスは1688年の名誉革命を支持、1690年のボイン川の戦いにも参戦した。
1690年から1694年まで中佐としてコルチェスター子爵リチャード・サヴェージの騎兵連隊に従軍した後、1694年に騎兵連隊隊長に任命され、1695年8月に戦闘で重傷を負った後1697年に連隊が解散したため一時は半給（half-pay）に陥ったが、1699年6月19日にアイルランド貴族であるブラックキャッスルのウィンザー子爵に叙されるという形で褒賞を得ている。1702年にスペイン継承戦争が勃発すると、アイルランドの騎兵連隊隊長に任命された上で准将に昇進、1704年には少将に昇進した。
従軍している間も庶民院議員への就任に意欲的であり、1695年イングランド総選挙ではライゲート選挙区から出馬して敗れ、1698年3月の補欠選挙と同年7月の総選挙でイーヴシャム選挙区から出馬したがいずれも敗れている。1703年8月に第2代ジェフリーズ男爵ジョン・ジェフリーズの未亡人と結婚してモンマスシャー、グラモーガンシャー、ブランバーにおける領地を得て、ようやく選挙での勝ち目が出たが、1703年11月と1704年2月のブランバー選挙区における補欠選挙では落選、1705年イングランド総選挙でようやく当選した。
しかし、1705年の総選挙ではウィンザー子爵が兄ディクシー（ケンブリッジ大学選挙区で出馬）の選挙活動を手伝って初代ゴドルフィン男爵シドニー・ゴドルフィンの息子フランシス・ゴドルフィンを落選させたため、ゴドルフィンはウィンザー子爵を恨み、復讐として1707年4月にウィンザー子爵（1707年に中将に昇進）を連隊隊長から解任させた。この解任において、ロバート・ハーレーとアビゲイル・マサムが裏で暗躍したという。
解任により収入を失った上、ウェールズにおける領地の賃貸収入が下がっており、さらにいくつか裁判にも巻き込まれたため一時財政難に陥ったが、1708年イギリス総選挙ではブランバー選挙区とモンマスシャー選挙区の両方で当選し、後者の代表として議員を務めた。1710年にヘンリー・サシェヴェレルの弾劾に反対票を投じた後、同年の総選挙で再選された。1711年夏にグレートブリテン貴族への叙爵が噂されるようになり、1712年1月1日にグレートブリテン貴族であるワイト島のマウントジョイ男爵に叙され、翌日にグレートブリテン貴族院議員に就任した。このときの叙爵はスペイン継承戦争の単独講和案を貴族院に通すための賛成票を確保するためとされる。また、1709年末より噂されていた騎兵連隊隊長への復帰は1711年4月にようやく実現し、1712年から1717年まで自身の名を冠する騎兵連隊の隊長を務めた。
トーリー党員でありながらハノーヴァー朝の王位継承を支持し、1714年1月にハノーファー選帝侯領の宮廷に選帝侯ゲオルク・ルートヴィヒの来英を要請したイギリス貴族の1人であったため、4月には連隊隊長を解任されると予想されたが、結局同年8月にアン女王が死去するまで留任、ハノーヴァー朝でも王位継承を支持した功績で1717年まで留任した。貴族院への出席についてはアン女王の治世において6、7割を維持したほか、ハノーヴァー朝でもたびたび登院し、1737年6月21日が最後の登院日となった。
1738年6月8日に死去、19日にソールズベリー大聖堂に埋葬された。息子ハーバートが爵位を継承した。

## 家族
1703年8月28日、シャーロット・ハーバート（Charlotte Herbert、1733年11月13日没、第7代ペンブルック伯爵フィリップ・ハーバートの娘）と結婚、2男をもうけたが、うち1男に先立たれた。
- ハーバート（1707年 – 1758年） - 第2代ウィンザー子爵

また、庶子ウィリアム・フィッツトマス（William FitzThomas）をもうけており、ウィリアムはジョージ・ウェイドの連隊で中尉を務めた記録が残っている。